# Mydaea centralis
Mydaea centralis este o specie de muște din genul Mydaea, familia Muscidae, descrisă de Stein în anul 1911. Conform Catalogue of Life specia Mydaea centralis nu are subspecii cunoscute.